# کفر راکب (اربد)
کفر راکب (به عربی: کفر راکب) یک منطقهٔ مسکونی در اردن است که در استان اربد واقع شده‌است. کفر راکب ۷٬۱۹۲ نفر جمعیت دارد.